# Piero Baccelli
Piero Luigi Baccelli (Lucca, 24 febbraio 1928 – Lucca, 17 novembre 2017) è stato un politico italiano, sindaco di Lucca dal 1985 al 1988.

## Biografia
Il padre Italico è stato anche lui sindaco di Lucca, dal 1960 al 1965.
Sindaco dal 31 luglio 1985 al 30 marzo 1988, si dimise in seguito a una sentenza di primo grado per l'acqua inquinata in un pozzo dell'acquedotto. È stato poi assolto con formula piena.
Ha sposato Piera Angelini (morta nel 2014), sorella di Piero Angelini, deputato dal 1983 al 1994. Il figlio Stefano è stato presidente della provincia di Lucca dal 2006 al 2015.